# Islam en Francia

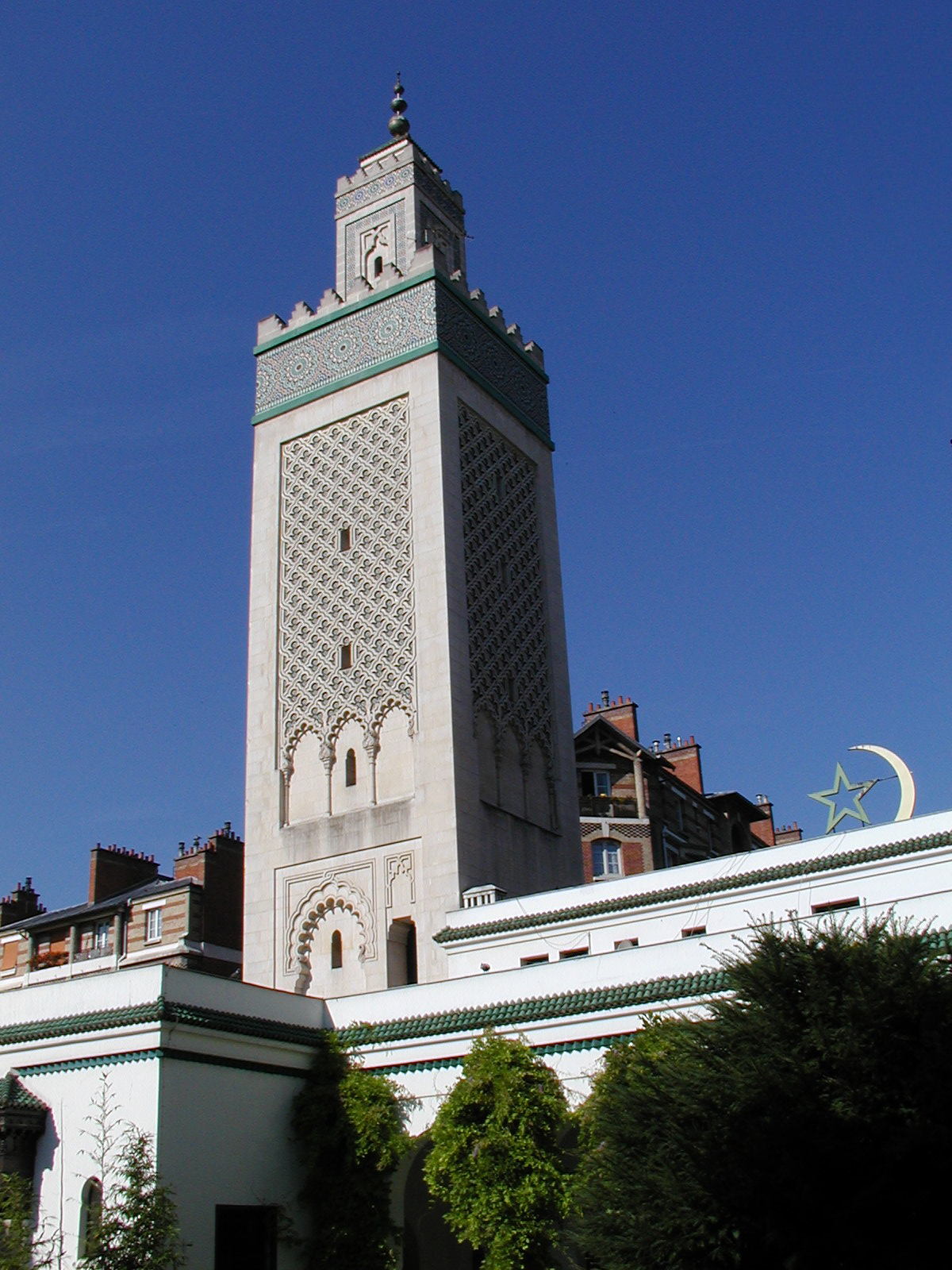
Uno de los minaretes de la Gran Mezquita de París.

En Francia, el islam es la segunda religión más profesada, después del cristianismo. 
Una ley de 1872, época de la Tercera República Francesa, prohíbe al Gobierno de Francia preguntar directamente a los ciudadanos cuál es su religión, por lo que el censo francés no recoge la religión de los ciudadanos, y no se conoce el número exacto de musulmanes en Francia. Nada dice la ley sobre los sondeos o encuestas, por lo que las agencias gubernamentales pueden realizar estimaciones. Según François Heran, exdirector del Institut National de la Statistique et des Études Économiques (en español: Instituto Nacional de la Estadística y de los estudios económicos), había alrededor de 8,4 millones de magrebíes en Francia en 2017, por lo que uno de cada ocho franceses o alrededor del 12,5 % es de origen magrebí. La inmensa mayoría de estos magrebíes son practicantes del islam, aunque no todos ellos lo son. En importantes ciudades como Marsella, se estima que el porcentaje de musulmanes es entre el 25 % y el 40 %.
Francia es el país de Europa occidental con más musulmanes, principalmente debido al número de inmigrantes que viene absorbiendo desde la década de 1950, mayoritariamente desde países del Norte de África y de Oriente Medio. La mayoría de los musulmanes franceses tiene su origen en este fenómeno migratorio, aunque en 2013 había alrededor de 100 000 franceses étnicamente europeos que se habían convertido al islam. Hay muchas estimaciones acerca del futuro crecimiento de la población musulmana, aunque suelen estar cargados de connotaciones políticas debido al carácter controvertido que tiene la inmigración.

## Historia

### Períodos migratorios
La llegada de población musulmana a Francia se hizo en dos períodos distintos. Uno de ellos es la llegada a las regiones del sur de Francia de personas de la España musulmana. Este período se prolongó desde el siglo VIII hasta el siglo XV. El segundo período comienza en el siglo XX con la Primera Guerra Mundial y continúa hasta ahora. Se trata de la llegada de inmigrantes procedentes de África septentrional y subsahariana, Turquía o la antigua Yugoslavia.

### La población después de la conquista musulmana de la península ibérica
Los musulmanes llegaron por primera vez a Francia después de su conquista de Hispania, que comenzó en el año 711, y se asentaron en las proximidades de Toulouse y hasta Borgoña. Septimania y su capital Narbona estuvieron bajo la soberanía musulmana desde el 719 hasta el 759. En el siglo X se establecieron alrededor de un siglo en Fraxinetum, y cerca de 150 000 se establecieron en Francia: « Beaucoup repartent ensuite pour le Maghreb mais les autres restent et se fondent peu à peu dans la population locale ».

### Primera Guerra Mundial
Durante la Primera Guerra Mundial, aproximadamente 132.000 inmigrantes de África del Norte llegó a trabajar a Francia; la mayor parte de ellos regresarán a casa en 1918, poco después de la Primera Guerra Mundial, durante la cual lucharon en el bando de la Triple Entente. El primer gran período de la inmigración desde el norte de África se produce desde 1920 hasta 1924.
Estimación de la población musulmana en la década de 1920: 120.000 presentes en el suelo Metropolitano (100.000 argelinos, 10.000 marroquíes  y 10.000 tunecinos). En 1936, la colonia norte-africana era de alrededor de 200.000 personas.

### Después de la Segunda Guerra Mundial
El segundo gran período de inmigración comenzó en la década de 1950 con las necesidades de mano de obra para la reconstrucción de Francia, devastada por la Segunda Guerra Mundial. Se aceleró en la década de 1960, después del final de la guerra de Argelia. Esta inmigración, a partir de Argelia y demás excolonias o protectorados del Norte de África, es predominantemente masculina. Fue complementada por una inmigración femenina relacionada con las leyes vigentes sobre la familia.

## Demografía
Por principio, la República Francesa prohíbe preguntar sobre la pertenencia religiosa en censos. Esta prohibición está reafirmada en el artículo 8 de la "loi du 6 janvier 1978 relative à l'informatique, aux fichiers et aux libertés". El Instituto Nacional de estadística y de estudios económicos estudia la práctica religiosa en un marco sociológico.

## La percepción de los musulmanes en Francia
En la percepción popular francesa, "árabe" y "musulmán" son considerados a menudo como sinónimos, lo que explica una cierta confusión. Algunos casos de islamofobia observados en Francia pueden ser una expresión de racismo antiárabe y que se extiende a su religión, en su caso se puede hablar de islamofobia contra los "árabes" (o identificados como tales), sin tener en cuenta su real o percibida religión. Sin embargo, aunque los árabes, así como los bereberes, presentes en Francia son en su mayoría musulmanes, también marginalmente pueden ser cristianos, ateos, agnósticos, etc. 
El Estado francés no reconoce legalmente la identidad étnica y religiosa (excepto el caso especial de los Harkis). Pero, debido a la falta de interlocutores en los últimos años, los sucesivos gobiernos han tratado de mantener una representación de los musulmanes franceses. El ministro del Interior de la época, Nicolás Sarkozy, creó en 2002 el Consejo Francés del Culto Musulmán (CFCM). Esta asociación, aunque formalmente reconocida por el gobierno, sin embargo, es una asociación sin fines de lucro sin estatus oficial. En 2004 fue encabezada por el rector de la Gran Mezquita de París, Dalil Boubakeur.
La primera generación de musulmanes, ahora jubilada, no era percibida como formada por inmigrantes ni por el Estado ni por los empresarios o por los propios musulmanes. Estos musulmanes mantenían fuertes lazos con sus países de origen y los investigadores en Ciencias Sociales los consideraban como un simple hecho migratorio de « trasplante ». Sin embargo, en 1974, el gobierno falló a favor de la reunificación familiar si los niños y las mujeres eran capaces de vivir en Francia; así que muchos de ellos solicitaron la nacionalidad francesa en ese momento.
La situación es diferente para las generaciones subsiguientes (3 º, 4 º, 5 º ...), compuesta de musulmanes nacidos en Francia, y por lo tanto ciudadanos franceses de derecho. La mayoría de ellos son ahora conscientes de la relación que los une con la cultura del país de origen con el que han mantenido algunos lazos. Esto explica que aunque sepan francés, se sienten como inmigrantes, a pesar de que tienen un conocimiento muy vago del país de sus ancestros.

## Conversiones
En Francia, alrededor de 60.000 personas (las estimaciones varían dependiendo de la fuente) se habrían convertido al islam.; habría alrededor de 3.600 conversiones anuales.

## La práctica religiosa y las organizaciones musulmanas
Los estudios muestran una evolución de la práctica religiosa: según un estudio realizado por CSA-Life en 2006, el 49% de los musulmanes encuestados nunca van a la mezquita, el 88% cumplen el ayuno del Ramadán y de la oración o la práctica de la caridad, frente al 60% de 1989.
Existen varias organizaciones: la Gran Mezquita de París, el Consejo Francés del Culto Musulmán , la Federación Nacional de Musulmanes de Francia  y la Unión de Organizaciones Islámicas de Francia .
La ley de separación de 1905 establece que las escuelas públicas no pueden ser religiosas. Los padres que deseen que sus hijos estudien en escuelas religiosas deben inscribirlos en escuelas privadas.

## Integración

### La identidad musulmana en Francia
El ser musulmán es un elemento más entre otros muchos que conforman la identidad de los inmigrantes de la primera generación. Para ellos, su identificación con la zona de origen es mucho más alta, siendo en primer lugar argelinos, marroquíes, tunecinos, etc.; otros se identifican con su cultura o su idioma (árabes, bereberes, rifeños, etc.). Esto ya no ocurre con la segunda generación, que a menudo ni siquiera habla el idioma de sus padres. Esta observación, sin embargo, no es válida en el caso de determinadas minorías como los turcos, que en gran medida consiguen mantener por mucho tiempo los vínculos culturales con su país de origen gracias a las nuevas tecnologías.

### La integración social y económica
En Francia, la población musulmana a menudo se concentra en determinados barrios desfavorecidos, sobre todo en las grandes ciudades como Lion, Marsella, París y Estrasburgo. Por ejemplo, el departamento de Seine-Saint-Denis, en los suburbios de París, combina una alta proporción de musulmanes (un tercio de la población) con una alta tasa de desempleo (30% en La Courneuve).
Hoy en día, ciertos partidos de extrema derecha basan parte de su programa en opiniones sobre este tema. Su argumentación desarrolla la idea de que muchos inmigrantes encuentran una cultura muy diferente, sobre todo cuando son no cristianos, lo que podría desestabilizar la cultura francesa. También argumentan que los principios del Islam promueven actitudes que consideran nocivas, como el sexismo y la intolerancia religiosa. Vinculando inmigración, inseguridad e Islam, argumentan que los comportamientos llamados "islamistas" de los musulmanes franceses son un peligro para el país. Durante las elecciones regionales de 2004, el Movimiento Nacional Republicano (MNR) centró su campaña en el lema "¡No al Islam!".
En proporción a la población, los musulmanes están insuficientemente representados en la vida política, en la televisión, etc. En cambio, están sobrerrepresentados en las prisiones: la mayoría de los presos en Francia son musulmanes (60% y 70% según las fuentes, que afirman que las causas son económicas y no religiosas).

### La integración cultural
La integración de los musulmanes ha experimentado varios obstáculos debido a las tradiciones y modos de pensamiento relacionados con el culto. Además de los problemas de la compatibilidad entre la legislación europea y la ley islámica, llevar el velo islámico en las escuelas era visto como contradictorio con el principio del secularismo, que tiene un particular arraigo en la sociedad civil francesa.
Sociológicamente, a efectos de diferencias culturales, la población musulmana se puede dividir en tres grupos o perfiles sociológicos. Existen diferencias demográficas (intergeneracionales) en la composición de estos perfiles, que son tres:
- Los «secularizados», que serían aquellos que han adaptado los valores de su religión a los valores de la civilización francesa y en particular al principio del Estado laico. Constituirían el 46% de los musulmanes franceses, y son mayoría entre los mayores de 40 años y solo un tercio entre los jóvenes.[17]
- Los «Islamic pride» (en español: orgullo musulmán), que, en el sentido más amplio posible, son los que se sienten orgullosos de su religión, cultura y costumbres.[17] Constituirían el 25% de los musulmanes franceses.
- Los «rupturistas» o «secesionistas»", que son los que rechazan abiertamente los valores de la civilización francesa. Constituirían el 28% de los musulmanes franceses, y son menos del 20% entre los mayores de 40 años, y son mayoría entre los jóvenes.[17]

El "Centre de recherches politiques de Sciences Po"  muestra la proporción de los musulmanes practicantes que reclaman posiciones tradicionalistas.  Según la encuesta, el 39% de los musulmanes practicantes condenan la homosexualidad (frente al 21% de todos los franceses), el 43% aprueban los horarios separados para las mujeres en las piscinas y el 46% expresar sentimientos antisemitas (frente al 18% de franceses). Se comparan aquí las respuestas del conjunto de la opinión pública francesa con las respuestas de la parte musulmana practicante. En contraste, el 80% de los practicantes expresaron una opinión positiva sobre la religión cristiana. Según esta encuesta, "sólo un 3% de los franceses de 18 a 35 años dan respuestas que les clasifique como "conservadores", mientras que son un 40% entre los provenientes de esta inmigración." 
Los musulmanes parecen tener diferentes orientaciones políticas del resto de la población. Por ejemplo, según un sondeo de "La Croix"-Ifop de 2008, los musulmanes apoyan al Partido Socialista (PS) con el 51,8%, frente al 26,8% del resto de la población. Los musulmanes se sienten incluso más cerca de la extrema izquierda que de la Unión por un Movimiento Popular (UMP).
El nombre Mohamed es el más puesto en Seine-Saint-Denis y en Marsella.

## Islamismo en Francia
Según el Ministerio del Interior francés, el número de mezquitas controladas por imanes islamistas se duplicó entre 2010 y 2014, pasando de 44 a 89.

## Regulación del uso del velo integral en espacios públicos
La Asamblea Nacional ha aprobado el proyecto de Ley que prohibirá el velo integral islámico en todos los espacios públicos a partir de enero del 2011.